# Đại học Ryūkoku
Đại học Ryūkoku (龍谷大学 (Long Cốc Đại học) Ryūkoku daigaku?), viết tắt Ryūdai (龍大 Long đại) là một trong những đại học lâu đời tại Nhật Bản. Đại học Ryūkoku gồm có 10 phân khoa (faculty) với tổng cộng khoảng 20.000 sinh viên, trong đó có khoảng 450 sinh viên nước ngoài, tại 3 khuôn viên ở tỉnh Kyoto và tỉnh Shiga.

## Lịch sử

### Khái quát
Trường được thành lập vào năm 1639, bên trong chùa Nishi Hongan-ji (Tây Bản Nguyện tự) bởi giáo phái Tịnh độ chân tông.

### Niên biểu
- 1639: Trường được thành lập bên trong chùa Nishi Hongan-ji
- 1864: Tại sự biến Cấm Môn, trường đã bị thiêu rụi hoàn toàn.
- 1866: Giảng đường tạm thời được xây dựng xong.
- 1949: Với sự bắt đầu hệ thống giáo dục đại học mới, trường đổi tên thành Đại học Ryukoku, khoa Văn học được thành lập.
- 1950: Chuyên ngành Phật giáo nằm trong chương trình Đại học ngắn hạn được thành lập.
- 1961: Khoa Kinh tế, chuyên ngành Kinh tế được thành lập.
- 1962: Chuyên ngành Phúc lợi xã hội nằm trong chương trình Đại học ngắn hạn được thành lập.
- 1963: Chuyên ngành Kinh doanh thuộc khoa Kinh tế được thành lập
- 1966: Khoa Kinh doanh, chuyên ngành Kinh doanh được thành lập. Ngoài ra, chương trình đào tạo thạc sĩ, tiến sỹ của trường đào tạo sau đại học thuộc phòng nghiên cứu Văn học gồm chuyên môn Triết học, Lịch sử Nhật Bản, Lịch sử phương đông, Văn học Nhật Bản cũng được thành lập.
- 1967: Chương trình đào tạo thạc sĩ, tiến sỹ của trường đào tạo sau đại học thuộc phòng nghiên cứu Văn học chuyên môn Văn học phương Tây được thành lập.
- 1968: Khoa Luật chuyên ngành Pháp luật học và khoa Văn học chuyên ngành Xã hội được thành lập.
- 1970: Do sự đấu tranh của học sinh sinh viên tại Nhật, cơ sở Fukakusa của trường bị phong toả 50 ngày.
- 1971: Chương trình đào tạo thạc sĩ, tiến sỹ của trường đào tạo sau đại học thuộc phòng nghiên cứu Văn học chuyên môn Xã hội học và Phúc lợi xã hội học được thành lập. Cùng năm, chương trình đào tạo thạc sĩ, tiến sỹ của trường đào tạo sau đại học thuộc phòng nghiên cứu Luật chuyên môn Pháp luật cũng được thành lập.

## Học thuật

### Các khoa, chuyên ngành và chuyên môn
| Khoa               | Chuyên ngành                      | Chuyên môn          | Ghi chú                      |
| ------------------ | --------------------------------- | ------------------- | ---------------------------- |
| Văn học            | Chân Tông học                     |                     |                              |
| Văn học            | Phật giáo học                     |                     |                              |
| Văn học            | Triết học                         | Triết học           |                              |
| Văn học            | Triết học                         | Giáo dục            |                              |
| Văn học            | Tâm lý học lâm sàng               |                     |                              |
| Văn học            | Lịch sử học                       | Lịch sử Phật giáo   |                              |
| Văn học            | Lịch sử học                       | Lịch sử Nhật Bản    |                              |
| Văn học            | Lịch sử học                       | Lịch sử Phương Đông |                              |
| Văn học            | Lịch sử học                       | Di sản văn hoá      |                              |
| Văn học            | Ngôn ngữ Nhật và Văn học Nhật     |                     |                              |
| Văn học            | Ngôn ngữ Anh và Văn học Anh/Mỹ    |                     |                              |
| Kinh tế            | Kinh tế hiện đại                  |                     |                              |
| Kinh tế            | Kinh tế thế giới                  |                     |                              |
| Kinh doanh         | Kinh doanh                        |                     |                              |
| Luật               | Pháp luật học                     |                     |                              |
| Luật               | Chính trị học                     |                     | Ngưng tuyển sinh từ năm 2011 |
| Khoa học Công nghệ | Thông tin Toán Lý                 |                     |                              |
| Khoa học Công nghệ | Truyền thông thông tin            |                     |                              |
| Khoa học Công nghệ | Điện tử truyền thông              |                     |                              |
| Khoa học Công nghệ | Hệ thống cơ khí                   |                     |                              |
| Khoa học Công nghệ | Vật chất hoá                      |                     |                              |
| Khoa học Công nghệ | Cảnh quan môi trường              |                     |                              |
| Xã hội             | Xã hội học                        |                     |                              |
| Xã hội             | Quản lý cộng đồng                 |                     |                              |
| Xã hội             | Phúc lợi hiện đại                 |                     |                              |
| Xã hội             | Phúc lợi địa phương               |                     | Ngưng tuyển sinh từ năm 2016 |
| Xã hội             | Phúc lợi lâm sàng                 |                     | Ngưng tuyển sinh từ năm 2016 |
| Chính sách         | Chính sách học                    |                     |                              |
| Văn hoá Quốc tế    | Văn hoá Quốc tế                   |                     | Ngưng tuyển sinh từ năm 2015 |
| Quốc tế            | Văn hoá Quốc tế                   |                     |                              |
| Quốc tế            | Toàn cầu học                      |                     |                              |
| Nông nghiệp        | Đời sống thực vật                 |                     |                              |
| Nông nghiệp        | Tài nguyên sinh vật               |                     |                              |
| Nông nghiệp        | Thực phẩm dinh dưỡng              |                     |                              |
| Nông nghiệp        | Hệ thống Thực phẩm và Nông nghiệp |                     |                              |

## Cơ sở vật chất
Đại học Ryukoku có 3 cơ sở đang hoạt động gồm 2 cơ sở ở thành phố Kyōto, tỉnh Kyōto và 1 cơ sở ở thành phố Otsu, tỉnh Shiga.

### Cơ sở Fukakusa
Là cơ sở chính của Đại học Ryukoku, nằm tại quận Fushimi, thành phố Kyoto, được xây dựng vào năm 1960 với tổng diện tích 82.033m² bao gồm Sảnh chính, Hội trường, phòng Gym,... Hầu hết các phân khoa của trường đều được giảng dạy tại đây.

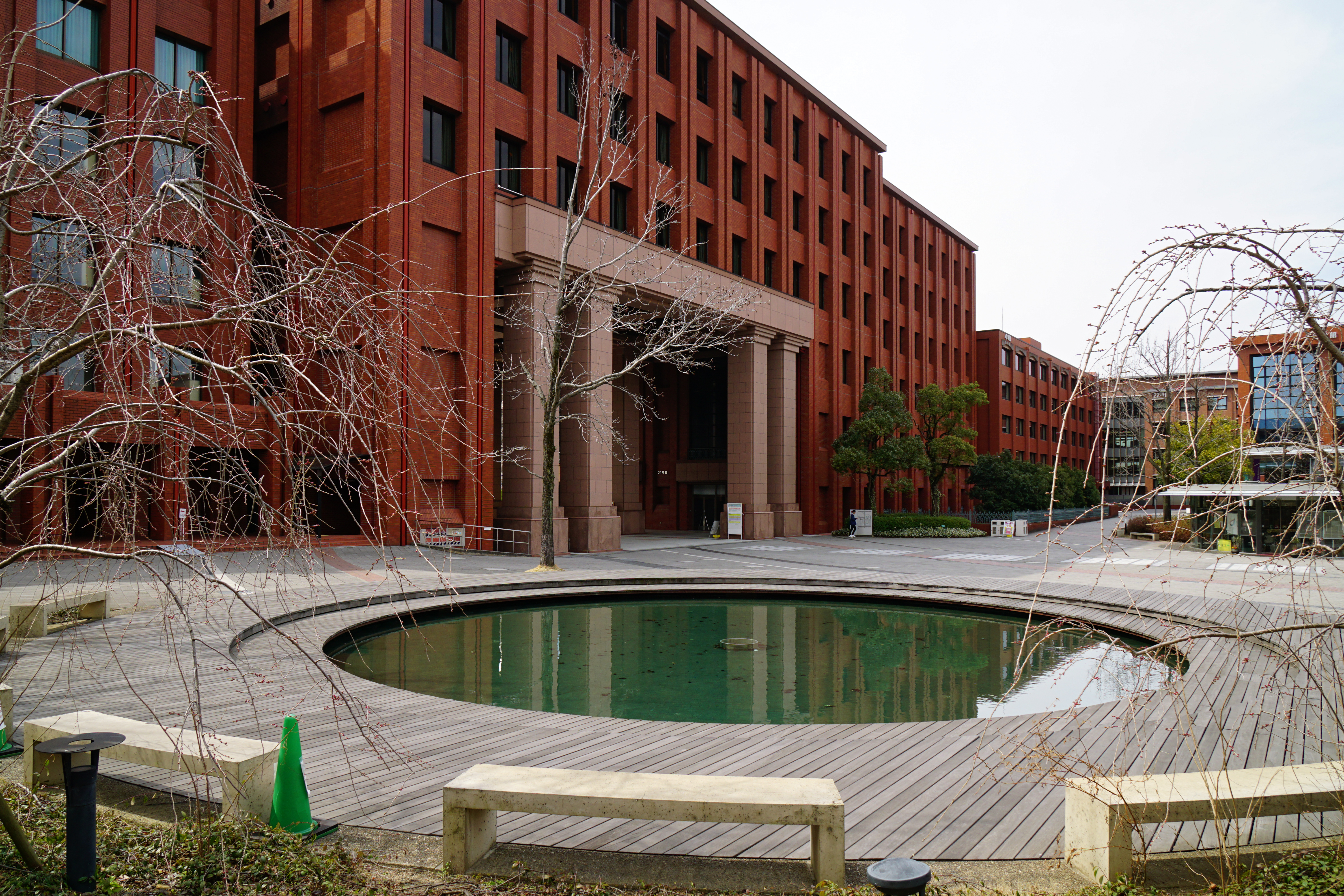
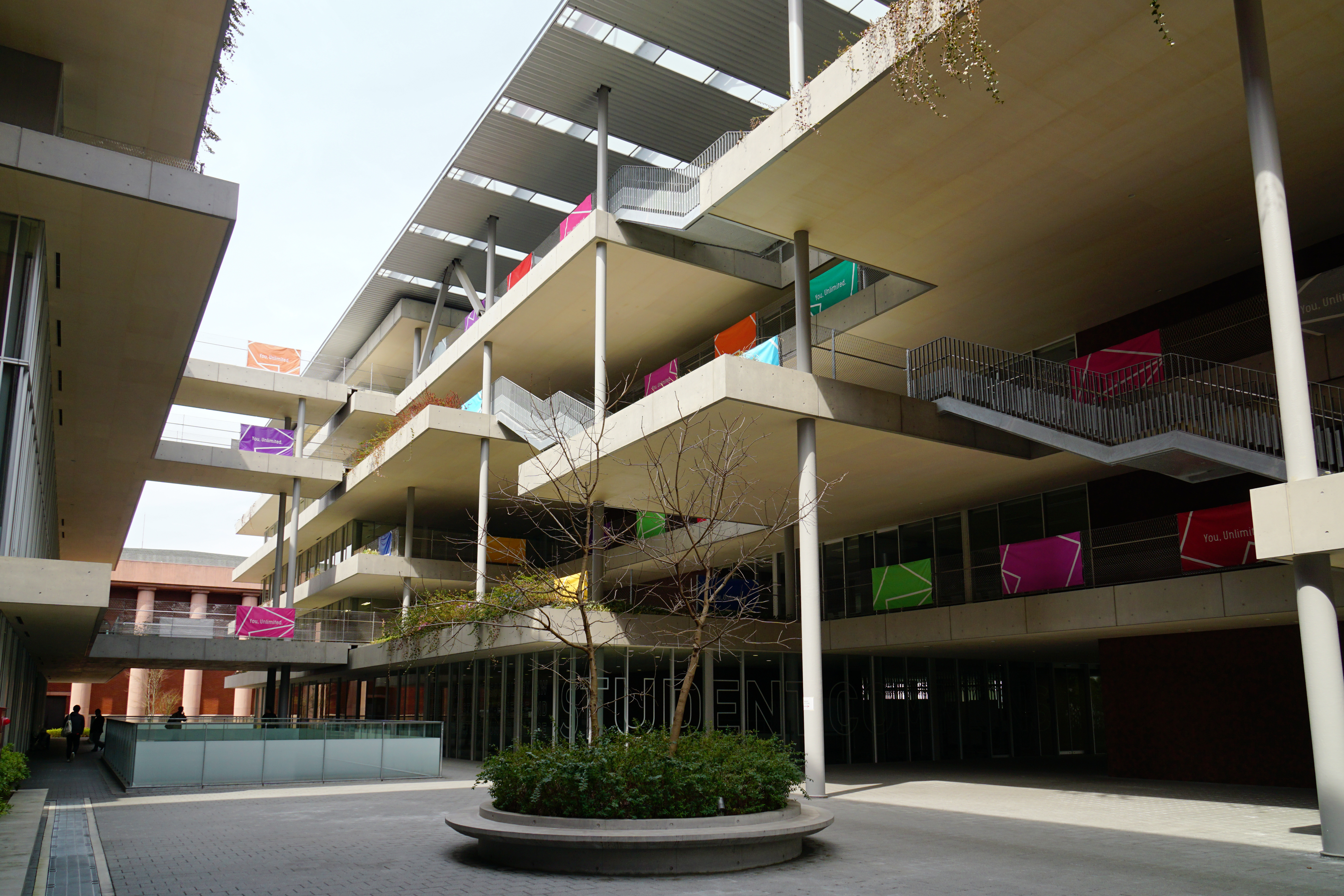
Wagenkan
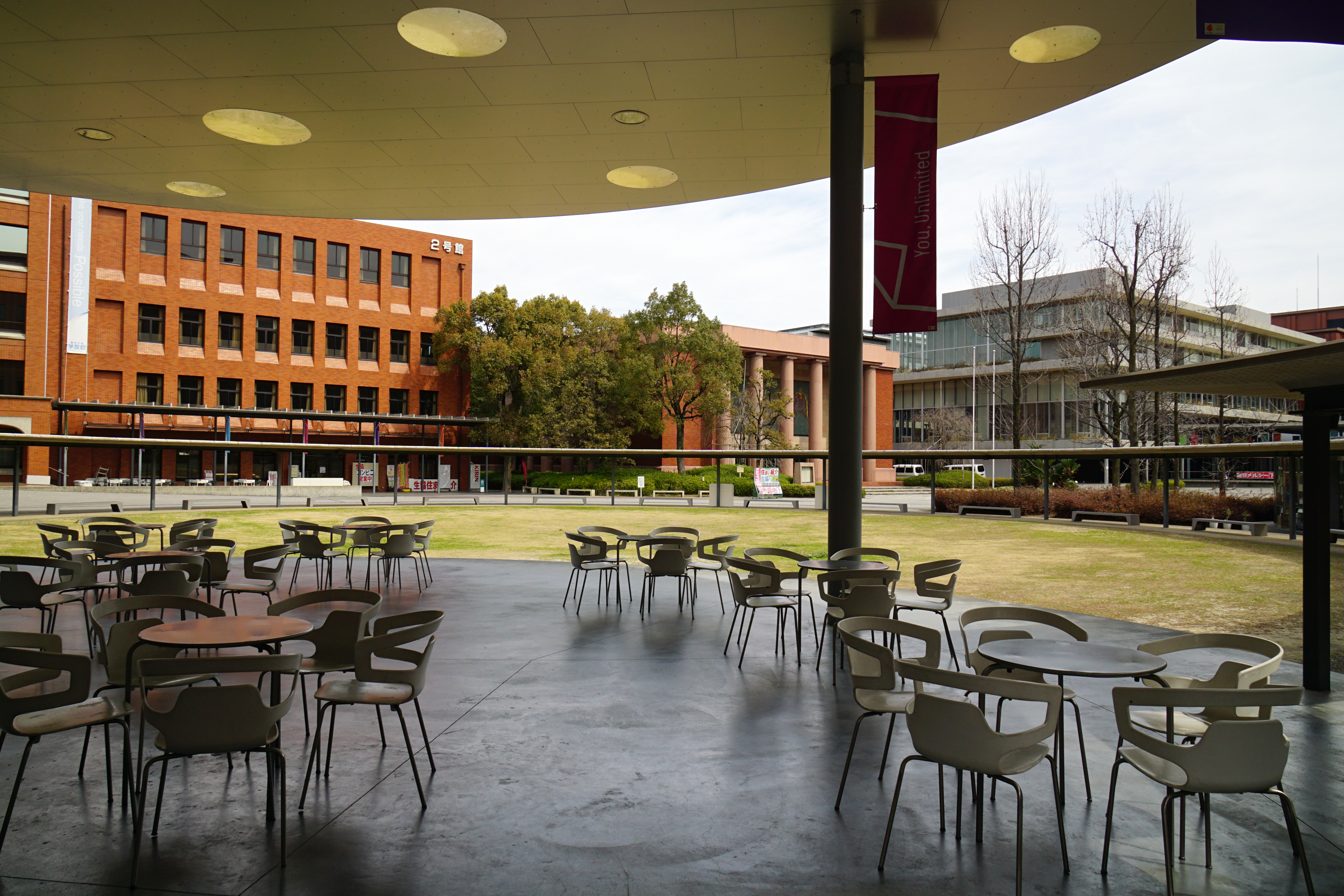

### Cơ sở Omiya
Là cơ sở lâu đời nhất của Đại học Ryukoku, nằm tại quận Shimogyo, thành phố Kyoto, được xây dựng vào năm 1639 trên nền của chùa Nishi Hongan-ji. Tổng diện tích cơ sở Omiya là 19.612m² gồm 13 toà nhà. Sinh viên năm 3 và năm 4 của khoa Văn học sẽ được giảng dạy tại đây.

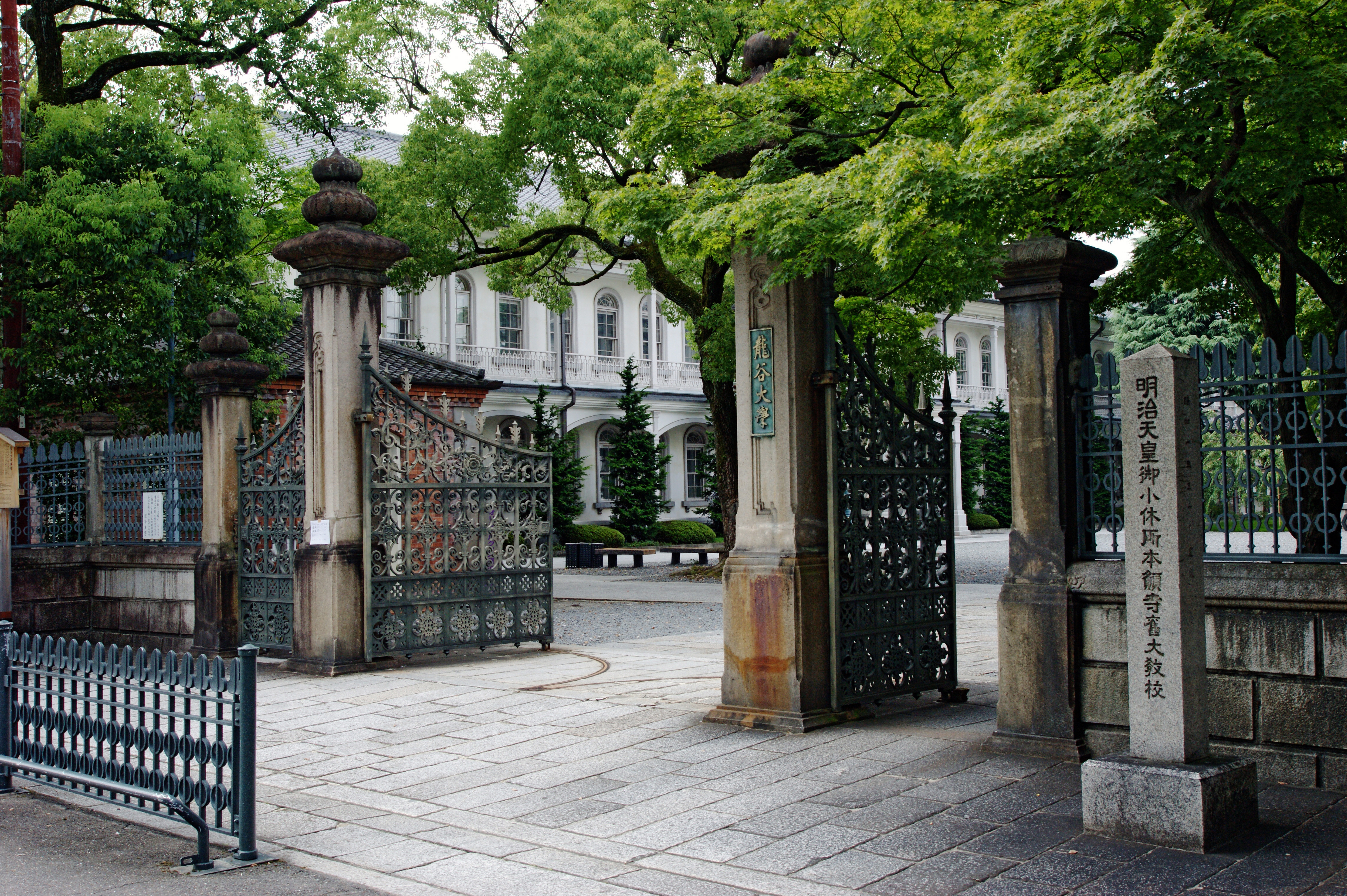
Cổng chính
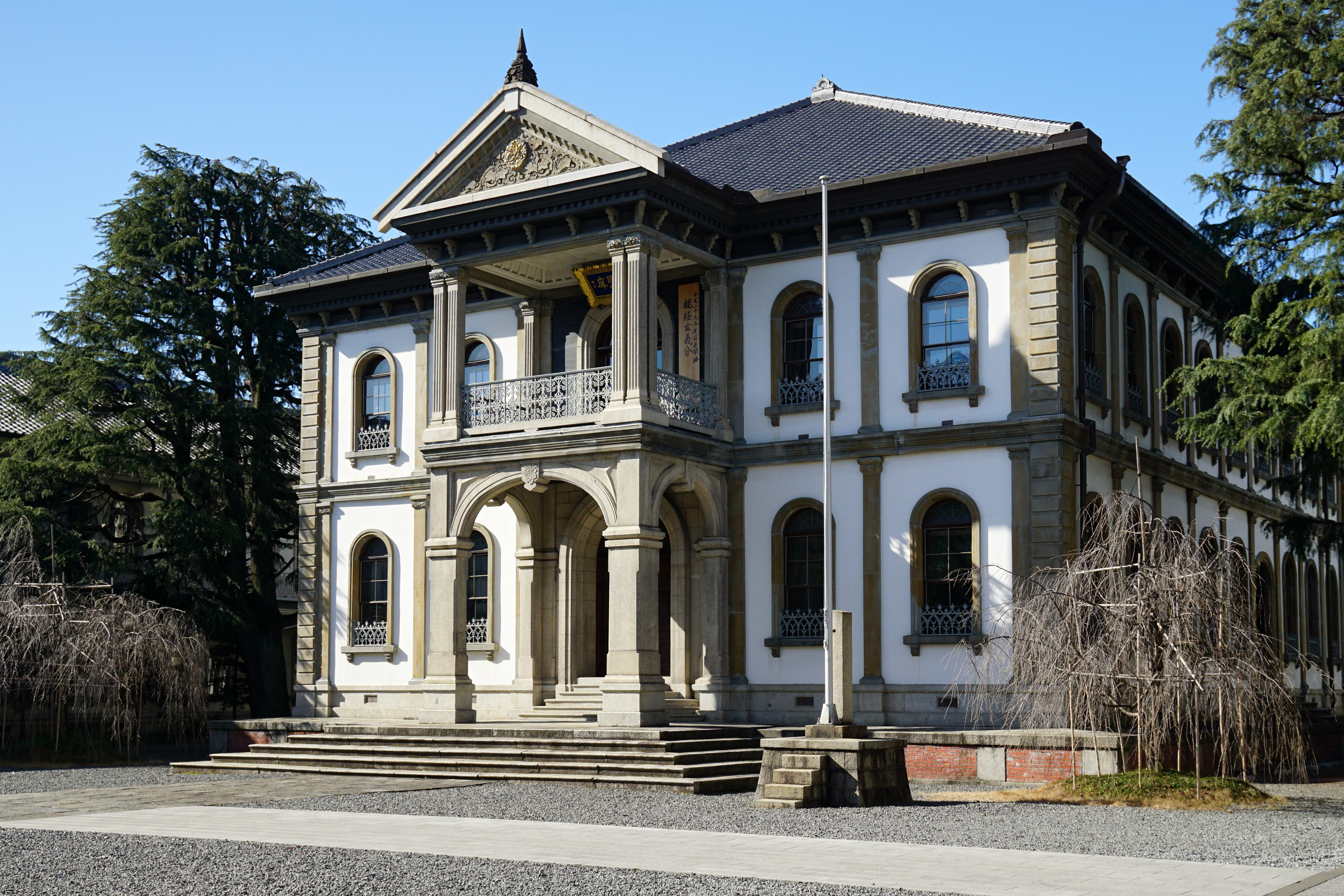
Toà nhà chính
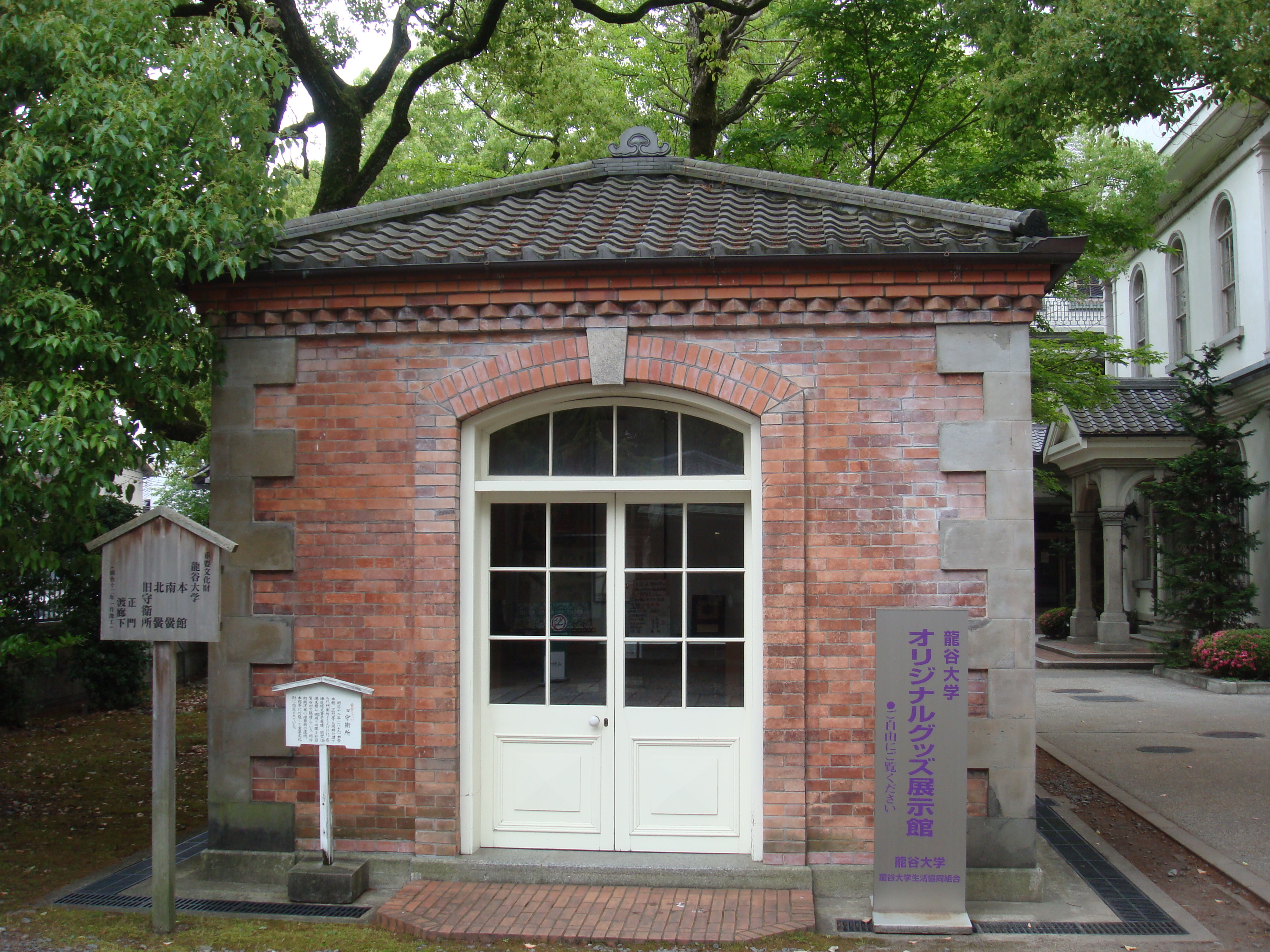
Phòng bảo vệ

### Cơ sở Seta
Là cơ sở mới nhất và lớn nhất của Đại học Ryukoku, nằm tại thành phố Otsu, tỉnh Shiga, gần với Hồ Biwa, được khánh thành vào năm 1989 nhằm kỷ niệm 350 năm thành lập trường với tổng diện tích lên tới 199,996m². Sinh viên khoa Xã hội, khoa Nông nghiệp và khoa Khoa học Công nghệ sẽ được giảng dạy tại cơ sở Seta.

## Quan hệ hợp tác

### Đại học

#### Chương trình trao đổi du học sinh
| Quốc gia   | Tên trường                                     | Khu vực         | Quốc gia | Tên trường                        | Khu vực    |
| ---------- | ---------------------------------------------- | --------------- | -------- | --------------------------------- | ---------- |
| Trung Quốc | Đại học Sư phạm Thượng Hải                     | Thượng Hải      | Hoa Kỳ   | Đại học California tại Northridge | California |
| Trung Quốc | Đại học Phục Đán                               | Thượng Hải      | Hoa Kỳ   | Đại học California tại Davis      | California |
| Trung Quốc | Đại học Sư phạm Hoa Đông                       | Thượng Hải      | Hoa Kỳ   | Hệ thống Đại học Bang Missouri    | Missouri   |
| Trung Quốc | Đại học Thượng Hải                             | Thượng Hải      | Hoa Kỳ   | Viện Đại học Phật giáo            | California |
| Trung Quốc | Đại học Nhân dân Trung Quốc                    | Bắc Kinh        | Hoa Kỳ   | Đại học Illinois                  | Illinois   |
| Trung Quốc | Đại học Ngoại ngữ Đại Liên                     | Liêu Ninh       | Hoa Kỳ   | Đại học Hawaii tại Manoa          | Hawaii     |
| Trung Quốc | Đại học Trung Sơn                              | Quảng Đông      | Hoa Kỳ   | Đại học Antioch                   | Ohio       |
| Trung Quốc | Đại học Cát Lâm                                | Cát Lâm         |          |                                   |            |
| Trung Quốc | Viện Khoa học xã hội Trung Quốc                | Bắc Kinh        |          |                                   |            |
| Trung Quốc | Viện Mậu dịch Đối Ngoại Thượng Hải             | Thượng Hải      |          |                                   |            |
| Trung Quốc | Đại học Bắc Kinh                               | Bắc Kinh        |          |                                   |            |
| Trung Quốc | Đại học Giao thông Tây An                      | Tây An          |          |                                   |            |
| Trung Quốc | Đại học Thanh Hoa                              | Bắc Kinh        |          |                                   |            |
| Trung Quốc | Đại học Nông nghiệp Trung Quốc                 | Bắc Kinh        |          |                                   |            |
| Trung Quốc | Viện Đại học Công nghiệp nhẹ Tây An            | Tây An          |          |                                   |            |
| Trung Quốc | Đại học Đồng Tế                                | Thượng Hải      |          |                                   |            |
| Hàn Quốc   | Đại học Đông Á                                 | Busan           |          |                                   |            |
| Hàn Quốc   | Đại học Catholic                               | Seoul           |          |                                   |            |
| Hàn Quốc   | Đại học Chung-Ang                              | Seoul           |          |                                   |            |
| Hàn Quốc   | Đại học Dongguk                                | Seoul           |          |                                   |            |
| Hàn Quốc   | Đại học Kyonggi                                | Gyeonggi, Seoul |          |                                   |            |
| Hàn Quốc   | Đại học Sangmyung                              | Seoul           |          |                                   |            |
| Thái Lan   | Đại học Chulalongkorn                          | Băng Cốc        |          |                                   |            |
| Thái Lan   | Đại học Assumption (Thái Lan)                  | Băng Cốc        |          |                                   |            |
| Thái Lan   | Đại học Thammasat                              | Băng Cốc        |          |                                   |            |
| Thái Lan   | Đại học Srinakharinwirot                       | Băng Cốc        |          |                                   |            |
| Thái Lan   | Đại học Chiang Mai                             | Chiang Mai      |          |                                   |            |
| Việt Nam   | Đại học Hà Nội                                 | Hà Nội          |          |                                   |            |
| Malaysia   | Đại học Malaya                                 | Kuala Lumpur    |          |                                   |            |
| Malaysia   | Đại học Khoa học Malaysia                      | Pulau Pinang    |          |                                   |            |
| Malaysia   | Đại học Khoa học và Kỹ thuật Malaysia          | Johor           |          |                                   |            |
| Đài Loan   | Đại học Sư phạm Quốc lập Đài Loan              | Đài Bắc         |          |                                   |            |
| Đài Loan   | Đại học Đông Hải                               | Đài Trung       |          |                                   |            |
| Đài Loan   | Đại học Trường Canh                            | Đài Bắc         |          |                                   |            |
| Đài Loan   | Đại học quốc lập Trung ương                    | Đài Bắc         |          |                                   |            |
| Đài Loan   | Đại học Đạm Giang                              | Đài Bắc         |          |                                   |            |
| Đài Loan   | Đại học Đông Ngô                               | Đài Bắc         |          |                                   |            |
| Đài Loan   | Đại học Khoa học và Kỹ thuật Quốc lập Đài Loan | Đài Bắc         |          |                                   |            |
| Đài Loan   | Đại học Phùng Giáp                             | Đài Trung       |          |                                   |            |
| Đài Loan   | Đại học Ngoại ngữ Văn Tảo                      | Cao Hùng        |          |                                   |            |